# Nathaliella
Nathaliella, monotipski biljni rod iz porodice Scrophulariaceae (strupnikovke), dio je tribusa Scrophularieae, potporodica Scrophularioideae.
Jedina vrsta je N. alaica azijska trajnica iz Uzbekistana, Kirgistana i kineske provincije Xinjiang.

## Etimologija
Ime roda Nathaliella je u čast Nathalie A. Desjatova-Shostenko (1889. – 1969.), rusko-francuske botaničarke poznate po identificiranju najmanje 70 vrsta biljaka, od kojih su mnoge u rodu Thymus. Latinski specifičan epitet alaica odnosi se na to da dolazi s planina Alai između Kirgistana i Tadžikistana. I vrsta i rod su prvi put opisani i objavljeni u Bot. Zhurn. S.S.S.R. Vol.17 na stranici 327 1932.

## Opis
N. alaica ima debelo korijenje. Kaudeks (stabljika biljke) prekrivena je ostacima starog lišća i bijelim čekinjastim dlakama. Ima peteljku (peteljku lista) koja je otprilike dvostruko duža od plojke lista. Listna plojka je široko jajolikog, lancetastog ili jajolikog oblika. Široke su oko 1 – 1,5 cm i dugačke 0,5 – 1 cm, s cijelim (ili glatkim) rubom. U Kini cvjeta u lipnju. Cvjetovi su sjedeći (bez peteljke) ili s drškom cvijeta (pedicel), koja je kratka. Čaška je duga 4 – 5 mm, s 5 dubokih režnjeva. Vjenčić je dug oko 1,5 cm, ljubičastocrven, ili ružičastoljubičast. Ima 4 prašnika, koji su pričvršćeni na dnu cjevčice vjenčića. Filamenti (peteljke prašnika) su filiformne (slične niti) i gole (glatke). Prašnici su divergentni. U kolovozu (u Kini) proizvodi plod ili sjemensku čahuru, koja je jajolika i gola. Dug je oko 5 – 10 mm i širok 3 – 4 mm. Unutra se nalaze brojne sjemenke. Godine 2011. u Uzbekistanu je izdana serija poštanskih maraka s nizom ilustracija cvijeća, uključujući Nathaliellu alaicu.

## Stanište
Raste na sunčanim, kamenim padinama, na nadmorskoj visini od 1500 m.

## Sinonimi
- Oreosolen alaicus (B.Fedtsch.) Pavlov; Vestn. Akad. Nauk Kazakhsk. S. S. R. 10(5): 113 (1953)